# Kanjiža

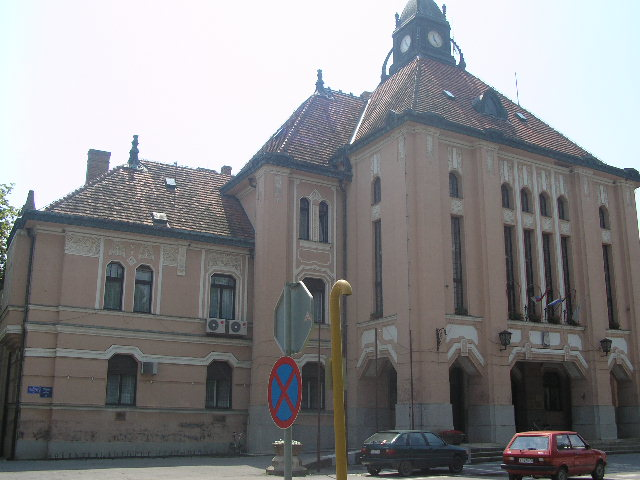
Rathaus

Kanjiža (serbisch-kyrillisch Кањижа, ungarisch Magyarkanizsa, jiddisch קניזשא) ist eine Kleinstadt im Okrug Severni Banat mit etwa 10.000 Einwohnern. Sie ist Verwaltungssitz der Opština Kanjiža. Die Bevölkerung besteht überwiegend aus Magyaren.

### Verkehr

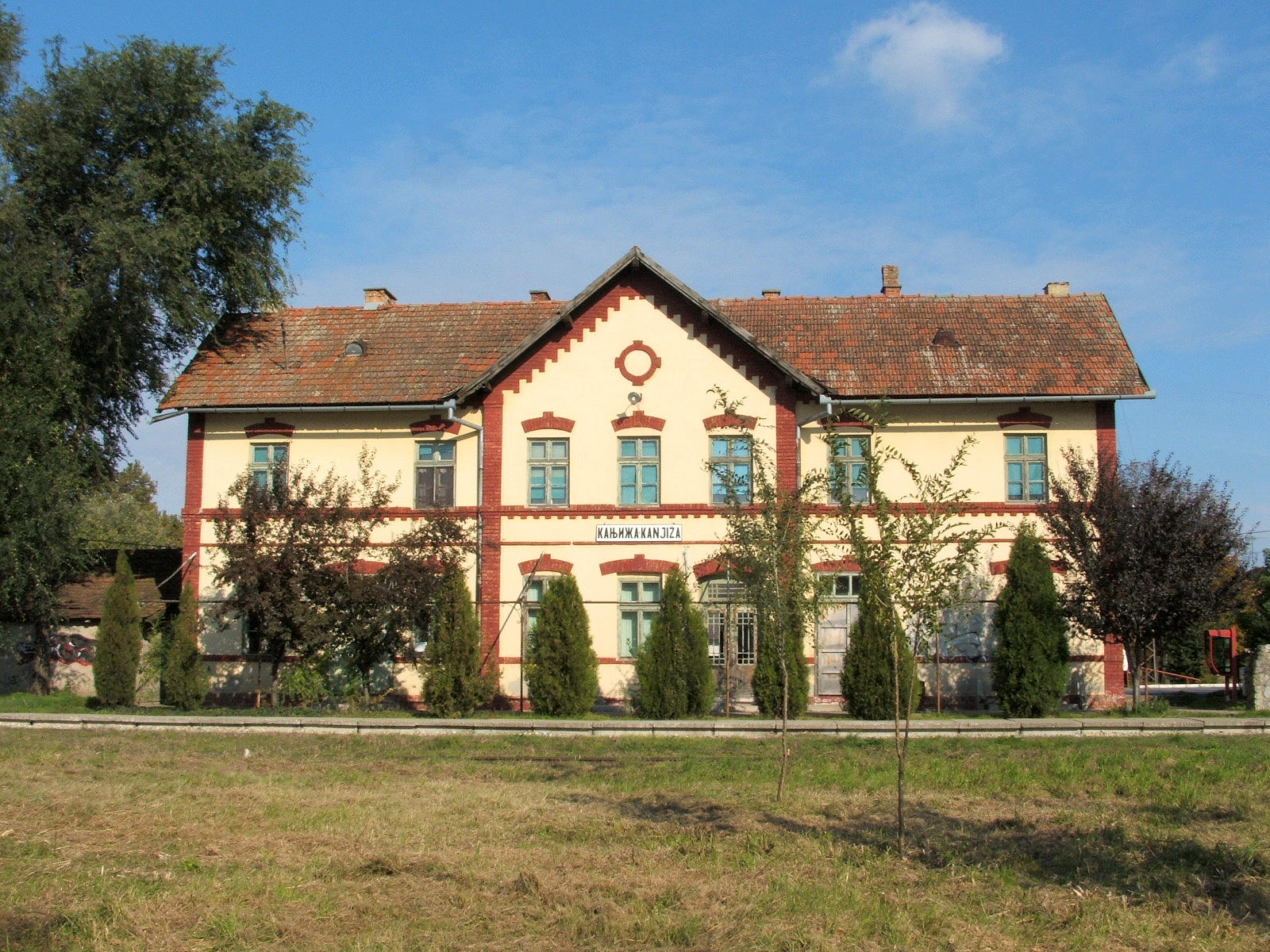
Bahnhof von Kanjiža

## Töchter und Söhne der Stadt
- Tibor Harsányi, Musikant
- Ferenc Arok, Fußballtrainer
- Szalkai Kanyó Leona, Schriftstellerin (1934–1984)